# Eudinostigma latistigma
Eudinostigma latistigma är en stekelart som först beskrevs av Fischer 1962.  Eudinostigma latistigma ingår i släktet Eudinostigma och familjen bracksteklar. Inga underarter finns listade i Catalogue of Life.